# Brookridge
Brookridge – jednostka osadnicza w Stanach Zjednoczonych, w stanie Floryda, w hrabstwie Hernando.